# Józef Lewicki (oficer)
Józef Maciej Lewicki (ur. 1 stycznia 1882 w Utoropach, zm. 1 maja 1964 w Łodzi) – podpułkownik piechoty Wojska Polskiego, działacz niepodległościowy, kawaler Orderu Virtuti Militari, rzeźbiarz, burmistrz Kosowa Huculskiego w II Rzeczypospolitej.

## Życiorys
Urodził się w Utoropach, w ówczesnym powiecie kosowskim Królestwa Galicji i Lodomerii, w rodzinie Józefata, oficera wojsk powstańczych 1863, i Emilii z Filipowiczów. W latach 1895–1899 uczył się rzeźbiarstwa w Szkole Przemysłu Drzewnego w Kołomyi. W 1901 ukończył c. k. Gimnazjum w Stanisławowie. Do 1904 studiował rzeźbę w Akademii Sztuk Pięknych w Krakowie, gdzie był uczniem Konstantego Laszczki. Następnie do 1905 uczył się w Akademii Wiedeńskiej, Monachium, Florencji i w Paryżu. W 1905 zamieszkał w Żabiem (obecnie Werchowyna) oraz pomieszkiwał w zakładzie zdrojowo-kąpielowym w Burkucie. Odbywał liczne wędrówki po regionie Huculszczyzny, w celu poznania zwyczajów Hucułów, zyskując przydomek „rzeźbiarza Hucułów”, ze względu na utrwalanie w rzeźbie mieszkańców regionu. W 1910 podjął pracę jako nauczyciel modelowania rzeźbiarskiego w Bursie Grunwaldzkiej we Lwowie.
Latem 1906 wystawiał swoje prace we Lwowie – eksponował około 20 gipsowych rzeźb, polichromowanych na zielono i brunatno, m.in. autoportrety, portrety dziewcząt huculskich i figuralne kompozycje Chłopiec na skale, Pastuszek z fujarką, Pochód, Zaduszki, Taniec Hucułów, W karczmie. Kolejne wystawy jego prac miały miejsce we Lwowie w latach 1910–1914. 
W latach 1912–1914 należał do Polskich Drużyn Strzeleckich we Lwowie. Podjął studia na Politechnice Lwowskiej i został asystentem na tej uczelni.
Po wybuchu I wojny światowej wstąpił do Legionów Polskich 4 września 1914. Służył w 2 pułku piechoty w składzie II Brygady. Został mianowany chorążym piechoty 4 listopada 1914. W tym czasie został instruktorem w legionowej Szkole Podchorążych. Od maja 1915 służył w 4 pułku piechoty w składzie III Brygady, gdzie był dowódcą plutonu w 8 kompanii II batalionu. Został awansowany do stopnia podporucznika piechoty 20 sierpnia 1915, następnie do stopnia porucznika piechoty 1 lipca 1916. Po kryzysie przysięgowym w 1917 został wcielony do c. i k. armii.
Po odzyskaniu przez Polskę niepodległości został przyjęty do Wojska Polskiego. 3 maja 1922 został zweryfikowany w stopniu majora ze starszeństwem z 1 czerwca 1919 i 2. lokatą w korpusie oficerów administracji, dział naukowo-oświatowy. W listopadzie 1924 został przeniesiony do 78 pułku piechoty w Baranowiczach na stanowisko dowódcy III batalionu. 1 grudnia tego roku został mianowany podpułkownikiem ze starszeństwem z 15 sierpnia 1924 i 19. lokatą w korpusie oficerów piechoty. W czerwcu 1925 został przeniesiony do 54 pułku piechoty w Tarnopolu na stanowisko dowódcy III batalionu. W marcu 1926 został przeniesiony do Dowództwa Okręgu Korpusu Nr VI we Lwowie na stanowisko kierownika Referatu Przysposobienia Wojskowego. W maju 1928 został przeniesiony do 52 pułku piechoty w Złoczowie na stanowisko zastępcy dowódcy pułku. W styczniu 1929 został odkomenderowany na kurs dowódców pułków w Centrum Wyszkolenia Piechoty w Rembertowie, a w kwietniu tego roku przeniesiony na stanowisko pełniącego obowiązki komendanta Powiatowej Komendy Uzupełnień Złoczów. Z dniem 28 lutego 1930 został przeniesiony w stan spoczynku. 
Od 1934 do końca lat 30. sprawował urząd burmistrza miasta Kosów Huculski. W 1937 objął funkcję prezesa obwodu Obozu Zjednoczenia Narodowego. Pełnił funkcję prezesa oddziału Związku Legionistów Polskich w Kosowie. Od 17 września 1939 do 3 lipca 1945 przebywał na terytorium Królestwa Rumunii jako uchodźca.
Zmarł 1 maja 1964 w Łodzi. Został pochowany w części rzymskokatolickiej Starego Cmentarza w Łodzi.
W 1915 ożenił się z Marią z domu Voise, z którą miał dwie córki: Hankę Wiktorię (ur. 23 marca 1927) i Jadwigę (ur. 15 września 1928).

## Twórczość
Lewicki tworzył grafiką użytkową, rzeźby oraz reliefy. Jego rzeźby trójwymiarowe były utrzymane w nurcie naturalizmu, impresjonizmu i symbolizmu. Należą do nich m.in.:
- Autoportret przy stole (1906),
- Autoportret (1911),
- Pożegnanie (1912, gips, LGS),
- Modlący się chłopiec (1913).

Tworzył również bliskie secesji płaskorzeźby, plakiety i ceramiki, w których posługiwał się kompozycyjnymi skrótami, asymetrią, płynnością linii i symboliką. Dla przedstawianych na reliefach postaci tłem zazwyczaj był krajobraz karpacki. Do jego realizacji należą m.in.:
- Prządka (1906),
- Hucułka pędząca owce (1906),
- Autoportret z kijem podróżnym (1906),
- Maria Bartusówna (1910, gips, LGS, wariant – na pomniku poetki na Cmentarzu Łyczakowskim),
- Rybak (1912)[21].

## Ordery i odznaczenia
- Krzyż Srebrny Orderu Wojskowego Virtuti Militari nr 7583 – 17 maja 1922[23][24][25]
- Krzyż Niepodległości – 9 listopada 1931 „za pracę w dziele odzyskania niepodległości”[26]
- Krzyż Walecznych czterokrotnie[22]
- Złoty Krzyż Zasługi[4]
- Medal Pamiątkowy za Wojnę 1918–1921[22]
- Medal Dziesięciolecia Odzyskanej Niepodległości[22]
- Brązowy Medal za Długoletnią Służbę[4]
- Odznaka „Za wierną służbę”[22]
- Odznaka pamiątkowa „Orlęta”[22]
- Swastyka 4 Pułku Piechoty Legionów Polskich[22]